# One Life (Mai Kuraki)
One Life è il settimo album in studio della cantante giapponese Mai Kuraki, pubblicato nel 2008.

## Tracce
1. One Life – 3:34
2. I Like It Like That – 3:15
3. One for Me – 4:14
4. Born to Be Free – 3:11
5. Shiroi Yuki – 4:47
6. Silent Love (Open My Heart) – 4:25
7. Everything – 3:25
8. Season of Love – 4:48
9. Secret Roses – 3:57
10. Wonderland – 4:15
11. Be With U – 4:58
12. Over the Rainbow – 4:33 (musica: Harold Arlen cover)